# サンキ (鳥取県)
株式会社サンキ は、医薬品、衛生材料の卸売を中心とする日本の企業であった。鳥取県の「日本海薬品(株)」と岡山県の良互薬品が共同持ち株会社として設立した企業である。現在は吸収合併によりスズケングループの株式会社サンキとなっている。医薬品の卸売手。地盤の島根県、鳥取県、岡山県では2位。鳥取県米子市の「日本海薬品株式会社」を存続企業としている。

## 概要
本社：鳥取県米子市錦町3-77-1

## 大株主
- 田辺製薬 50%
- マルゴ不動産 50%

## 沿革
- 1955年（昭和30年）11月 - 岡山県津山市に萩尾薬局の基礎を興す。
- 1959年（昭和34年）11月 - 本社を鳥取県鳥取市に移転し、「日本海薬品株式会社」に改組する。
- 1970年（昭和45年）6月 - 津山営業所の営業権を良互薬品に譲渡。
- 1980年（昭和55年）4月 - 本社を鳥取県米子市に移す
- 1986年（昭和61年）9月16日 - 存続会社「日本海薬品」として持株会社「株式会社サンキ」を鳥取県米子市に設立
  - 「株式会社サンキ」は本社を鳥取県米子市として初代社長は、田辺製薬から出向していた日本海薬品の社長の森文雄が就任
- 1987年（昭和62年） - 光洋薬品株式会社（現・サンキ株式会社）に吸収合併される[1]。

## 営業所
- 島根県：松江市・出雲市・浜田市・益田市
- 鳥取県：鳥取市・米子市・倉吉市
- 岡山県：岡山市・倉敷市・津山市
- 広島県：広島市・福山市・呉市・尾道市
- 山口県：岩国市

## 主な取引メーカー
- 田辺製薬（現:田辺三菱製薬）
- 明治製菓
- 東京田辺製薬（現:田辺三菱製薬）
- 第一製薬（現:第一三共）
- 日研化学（現:興和創薬）
- 東洋醸造（現:旭化成ファーマ）
- 鳥居薬品
- 持田製薬
- 扶桑薬品工業
- 富山化学工業
- 科研製薬
- キッセイ薬品工業
- 台糖ファイザー（現:ファイザー）